# Spilosmylus lichenoides
Spilosmylus lichenoides is een insect uit de familie watergaasvliegen (Osmylidae), die tot de orde netvleugeligen (Neuroptera) behoort. 
Spilosmylus lichenoides is voor het eerst wetenschappelijk beschreven door Navás in 1913.